# Лука Ђенова
Лука Ђенова је једна од најважнијих морских лука у Италији. Са обимом трговине од 51,6 милиона тона, то је најпрометнија лука Италије после луке Трст по тонажи терета. 

## Структурне карактеристике
Ђеновска лука покрива површину од око 700 ха копна и 500 ха на води, протежући се на преко 22 км дуж обале, са 47 км морских путева и 30 км оперативних кејева. 

## Путнички терминали
Кејеви путничких терминала простиру се на површини од 250 хиљада квадратних метара, са 5 опремљених везова за крузере и 13 за трајекте, за годишњи капацитет од 4 милиона путника на трајекту, 1,5 милиона аутомобила и 250.000 камиона. 
Историјска поморска станица Понте деи Миле данас је терминал за крузере, са објектима пројектованим по узору на најмодерније аеродроме на свету, како би се обезбедило брзо укрцавање и искрцавање бродова најновије генерације који превозе хиљаде путника.
Трећи терминал за крузере тренутно је у изградњи код некадашњег кеја који се користио за саобраћај житарица.

## Марине
Поред контејнерских и путничких терминала, бродоградилишта и других индустријских и теретних објеката, постоји и неколико марина, где су усидрене многе једрилице и јахте. 